# Al-Wakwak

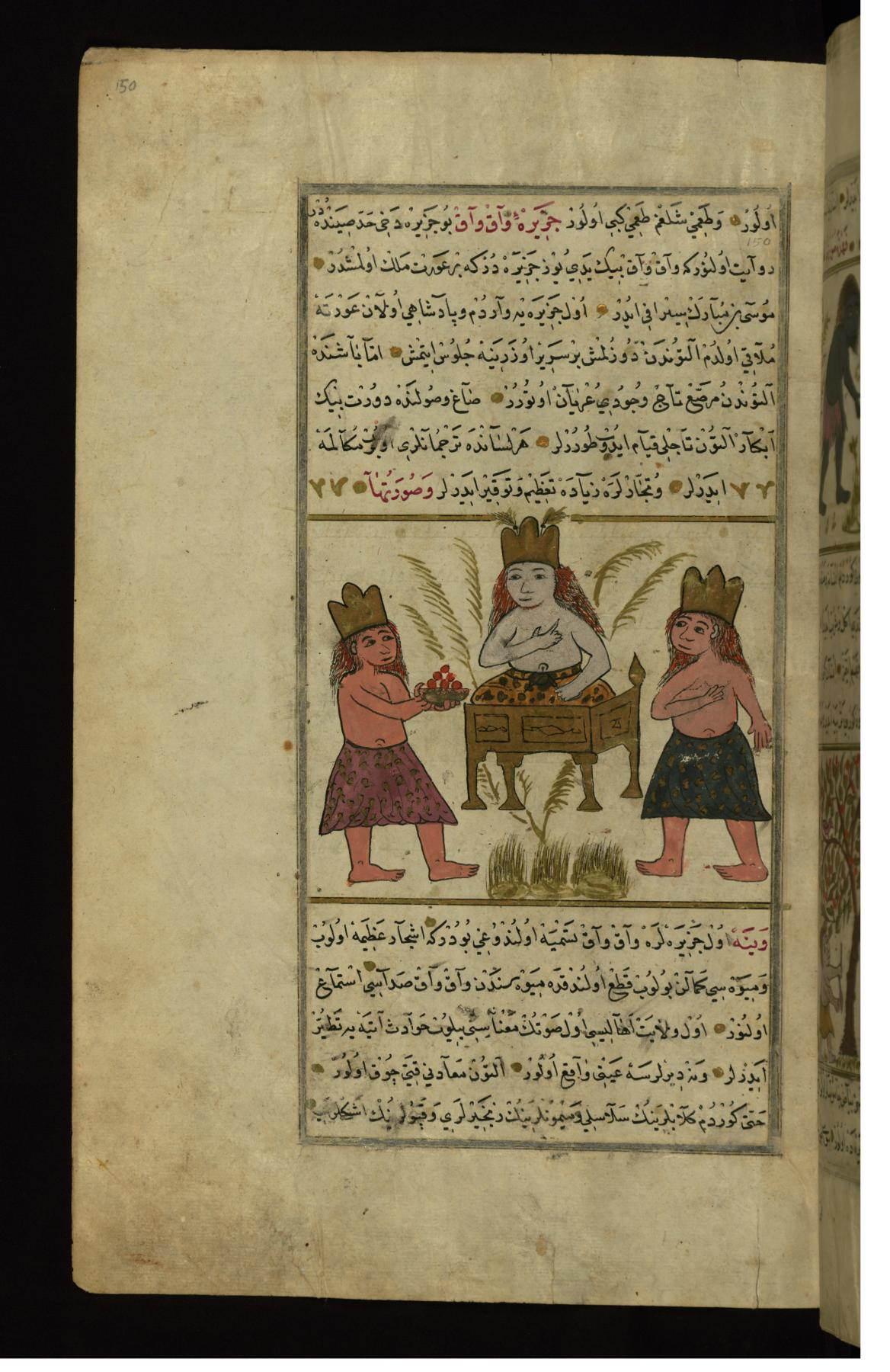
Este folio del manuscrito W.659 de Walters representa a la reina de la isla de Waqwaq.

Al-Wakwak (en árabe: ٱلْوَاق وَاق‎ al-Wāq Wāq), también escrito al-Waq Waq, Wak al-Wak o simplemente Wak Wak, es el nombre de una isla, o posiblemente más de una isla, en la literatura árabe medieval imaginativa y geográfica.

## Identificación con civilizaciones
Wakwak se menciona en varias fuentes, generalmente, como una isla lejana.
En versiones árabes, la famosa isla de Waq-Waq se encuentra en el mar de China. La isla está gobernada por una reina y la población es solo femenina: generalmente se ilustra en los manuscritos de Al-Qazwini de ʿAjā'ib al-makhlūqāt wa gharā'ib al-mawjūdāt que muestran a la reina rodeada de sus asistentes femeninas.
Ibn Khordadbeh menciona Waqwaq dos veces: «Al este de China están las tierras de Waqwaq, que son tan ricas en oro que los habitantes hacen las cadenas para sus perros y los collares para sus monos de este metal. Fabrican túnicas tejidas con oro. Allí se encuentra una excelente madera de ébano. Y de nuevo: el oro y el ébano se exportan desde Waqwaq». Suma Oriental de Tomé Pires mencionó que la gente de Java tenía «muchos sabuesos finos con collares y anillos de oro y plata», coincidiendo con la descripción de Ibn Khordadbeh de Waqwaq. : 176  Michael Jan de Goeje ofreció una etimología que la interpretó como una interpretación de un nombre cantonés para Japón. Gabriel Ferrand identificó la isla con Madagascar, Sumatra o Indonesia. Tom Hoogervorst argumentó que la palabra malgache vahoak, que significa «gente, clan, tribu», se deriva de la palabra malaya awak-awak, «gente, tripulación». Ann Kumar concuerda con Hoogervorst e identifica a Wakwak como Indonesia, e implica la posibilidad de un antiguo ataque indonesio en la costa este de África. : 110 

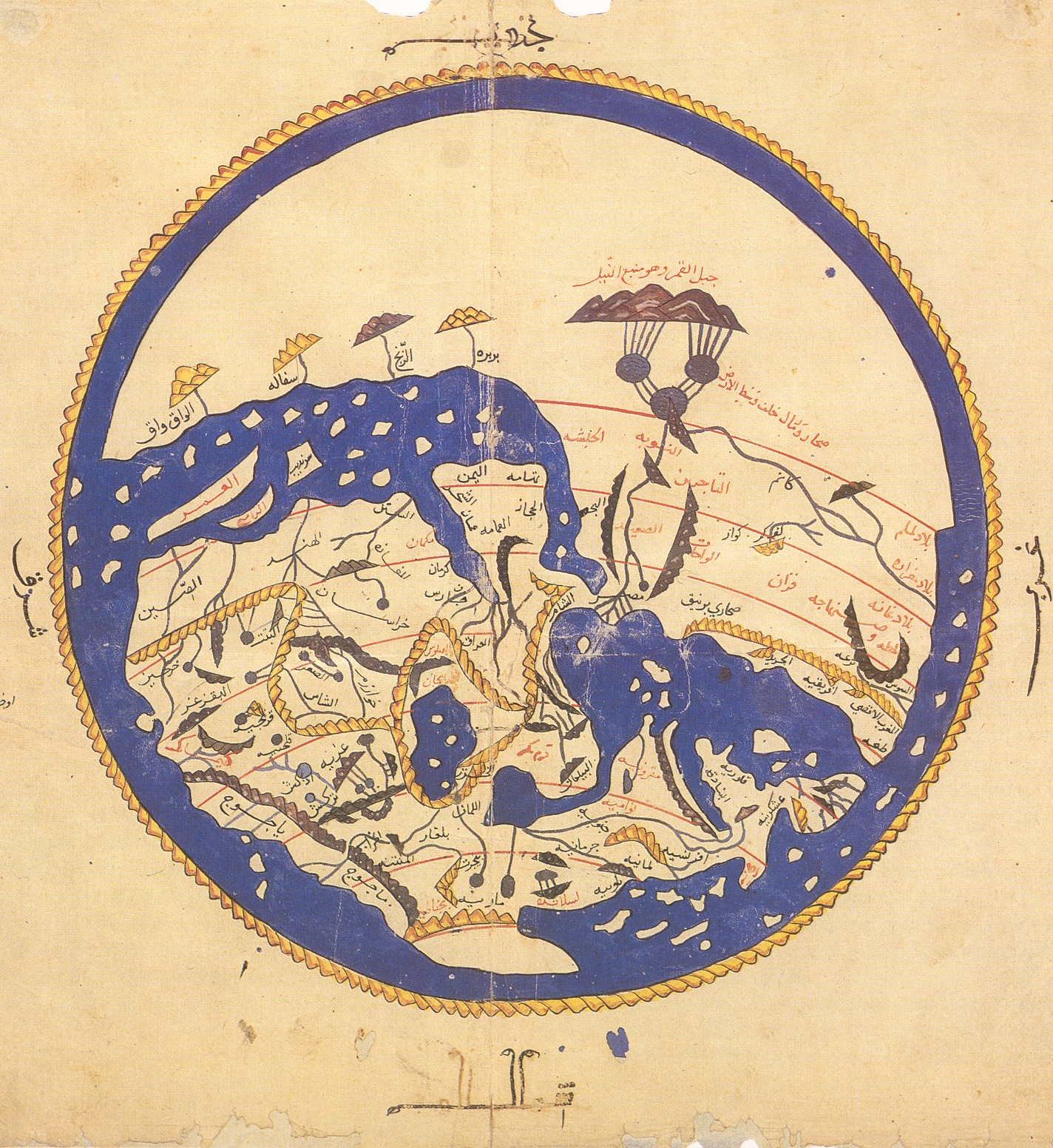
Mapa del mundo de Al-Idrisi de 1154. Al-Wak Wak se muestra en el sureste cerca del lado izquierdo del mapa.

El relato árabe del siglo X Ajayeb al-Hind («Maravillas de la India») da un relato de una invasión en África por un pueblo llamado Wakwak o Waqwaq, : 110  probablemente el pueblo malayo de Srivijaya o el pueblo javanés del Reino Medang, : 39 en 945-946. Llegaron a la costa de Tanganica y Mozambique con mil barcos e intentaron tomar la ciudadela de Qanbaloh, aunque finalmente fracasaron. El motivo del ataque es porque ese lugar tenía bienes adecuados para su país y para China, como marfil, caparazones de tortuga, pieles de pantera y ámbar gris, y también porque querían esclavos negros del pueblo bantú (llamado Zeng o Zenj por los árabes, Jenggi por javaneses) que eran fuertes y buenos esclavos. De acuerdo con la inscripción Waharu IV  (931) y la inscripción Garaman (1053), los reinos javaneses de Medang y de Kahuripan (1000-1049) experimentaron una larga prosperidad por lo que necesitaba una mucha mano de obra, especialmente para traer cosechas, embalajes y enviarlos a los puertos. La mano de obra negra se importaba de Jenggi (Zanzíbar), Pujut (Australia) y Bondan (Papúa). : 73  Según Naerssen, llegaron a Java comerciando (comprados por comerciantes) o siendo hechos prisioneros durante una guerra y luego convertidos en esclavos.

La transcripción completa del relato de Wakwak en Ajayeb al-Hind es la siguiente:
Ja'far bin Rasid, conocido con el nombre de Ibn Lakis, un destacado piloto de los países del oro, me ha contado algunos asuntos extraordinarios relacionados con el Wakwak de los que él mismo fue testigo. En el año 334 d. C. (945 d. C.), los Wakwak partieron con mil barcos para lanzar un ataque decidido contra la ciudad de Kanbaloh. Pero no pudieron capturarla, porque la ciudad estaba fuertemente fortificada y estaba rodeada por un brazo de mar, en medio del cual Kanbaloh se levantó como una fortaleza. La gente del país (persas o árabes), con quienes los intrusos parlamentaban, preguntaban por qué habían venido a Kanbaloh en lugar de a cualquier otro lugar; respondieron que era porque el país poseía mercancías de valor en el país de Wakwak y en China, como marfil, caparazón de tortuga, pieles de pantera y ámbar gris, y también porque querían obtener algunos de los zenj, quienes, siendo hombres fuertes, son capaces de soportar trabajos pesados. Su viaje, decían, había durado un año. Habían saqueado varias islas a seis días de navegación de Kanbaloh, y luego muchas ciudades y pueblos de los zenj en el país de Sofala, sin saber qué no sabemos. Si la historia contada por estas personas es cierta al hablar de un viaje de un año de duración, esto prueba, dice el escritor, "que Ibn Lakis tiene razón cuando sostiene que las islas Wakwak están situadas frente a China". - Buzurg Ibn Shahriyar de Ramhormuz, Ajaib al-Hind : 307–308 
El escritor dice que los habitantes de Waqwaq eran numerosos, y que algunos de ellos se asemejaban a los turcos en apariencia, «las más trabajadoras de todas las criaturas de Alá, pero se dice que son traidoras, astutas y mentirosas». : 110 

## El árbol waqwaq

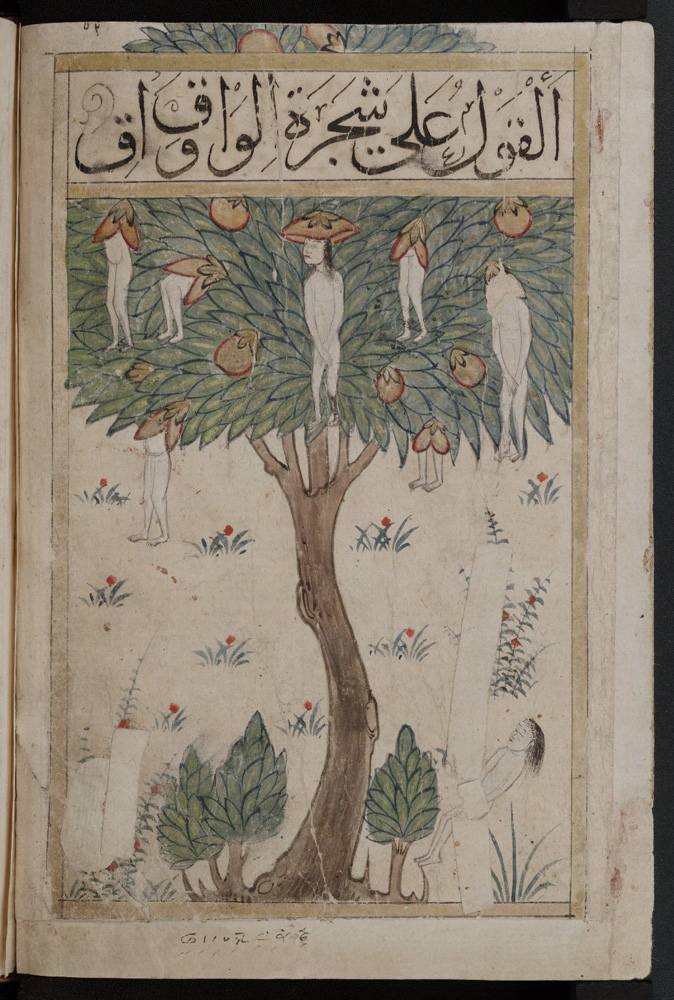
Ilustración del árbol waqwaq, Kitab al-Bulhan (manuscrito del) de Abdul Hasan al-Isfahani.

La enciclopedia china Tongdian de Du Huan menciona un relato árabe de un árbol que crece a niños pequeños.
En el Kitab al-Bulhan, la pintura titulada Árbol de Waq Waq es bastante extraordinaria porque ilustra la forma en que la población femenina se reproduce y se perpetúa a sí misma. Las figuras femeninas crecen del árbol como si maduraran como frutas hasta que maduran y caen al suelo emitiendo un grito que suena como '¡Waq Waq!'.
Una versión andalusí menciona a las mujeres hermosas como el fruto del árbol.
Mauny cree que este puede ser el árbol pandanus, llamado Bakkuwan por los bataks de Indonesia y cultivado en Madagascar, donde se llama Vakwa.